# جووانی فرتسا
جووانی فرتسا (ایتالیایی: Giovanni Frezza؛ زادهٔ ۸ سپتامبر ۱۹۷۲) بازیگر اهل ایتالیا است.
از فیلم‌هایی که وی در آن نقش داشته‌است، می‌توان به جهش در تاریکی و خانه‌ای با راه پله تاریک اشاره کرد.